# Urząd Rady Ministrów
Urząd Rady Ministrów (URM) – urząd państwowy istniejący w czasach PRL, a także do 1996 w Rzeczypospolitej Polskiej, obsługujący działalność Rady Ministrów.
W wyniku tzw. reformy centrum (1995–1997) Urząd Rady Ministrów został przekształcony w Kancelarię Prezesa Rady Ministrów.

## Szefowie
| Imię i nazwisko        | Od                   | Do                   | Uwagi                         |
| ---------------------- | -------------------- | -------------------- | ----------------------------- |
| Kazimierz Mijal        | 21 listopada 1952    | 1 lutego 1956        | minister-członek RM, szef URM |
| Janusz Wieczorek       | 3 sierpnia 1956      | 12 listopada 1980    | szef URM                      |
| Stanisław Marcinkowski | 12 listopada 1980    | 17 lutego 1981       | szef URM                      |
| Michał Janiszewski     | 17 lutego 1981       | 12 listopada 1985    | szef URM                      |
| Michał Janiszewski     | 12 listopada 1985    | 1 sierpnia 1989      | minister-szef URM             |
| Jacek Ambroziak        | 12 września 1989     | 14 grudnia 1990      | minister-szef URM             |
| Krzysztof Żabiński     | 12 stycznia 1991     | 5 grudnia 1991       | minister-szef URM             |
| Wojciech Włodarczyk    | 23 grudnia 1991      | 4 czerwca 1992       | minister-szef URM             |
| Jan Rokita             | 11 lipca 1992        | 18 października 1993 | minister-szef URM             |
| Michał Strąk           | 26 października 1993 | 1 marca 1995         | minister-szef URM             |
| Marek Borowski         | 7 marca 1995         | 26 stycznia 1996     | minister-szef URM             |
| Leszek Miller          | 7 lutego 1996        | 31 grudnia 1996      | minister-szef URM             |